# Boots and Her Buddies
Boots and her Buddies (« Boots et ses potes ») est une série de bande dessinée créée par l'Américain Abe Martin. 
La bande quotidienne de ce comic strip a été diffusée dans la presse américain par Newspaper Enterprise Association du 18 février 1924 au 15 octobre 1960, peu après le décès de Martin. La page dominicale a quant à elle été lancée en 1926, d'abord comme bande complémentaire d'Our Boarding House, et poursuivie par l'assistant de Martin Les Carroll jusqu'au 30 mars 1969.
Lors de la création de la série, Boots est une jolie étudiante devant faire face à des hordes de prétendants. Après quelques années, elle sort diplômée de son université et obtient un emploi. En septembre 1945, elle épouse l'un de ses prétendants, Rod Ruggles, avec lequel elle a un enfant l'année suivante. Le série suit alors sa vie familiale.
Lancée à la suite du succès de Polly and Her Pals de Cliff Sterrett, Boots and her Buddies a connu un important succès dans l'entre-deux-guerres, étant diffusé dans plus de 700 journaux.